# こんにちは奥さん
『こんにちは奥さん』（こんにちは おくさん）は、1966年4月4日から1974年3月29日までNHK総合で放送された生活情報番組である。
番組は内幸町（現・千代田放送会館）→渋谷のNHK放送センターのスタジオに多くの主婦を招いての公開生放送の仕立てで、暮らしにまつわる様々な問題や知恵などの情報を視聴者に届けた。
当初はモノクロ放送だったが、番組開始翌年の1967年4月3日よりカラー放送となっている。

## 司会
- 鈴木健二
- 五代利矢子
- 酒井広
- 属千津子

　　　　　　他